# Getting Things Done
Getting Things Done eller GTD är en bok från 2001 av amerikanen David Allen som beskriver en metodik för personlig produktivitet. Boken är översatt till 30 språk. Den svenska översättningen heter "Få det gjort!" och har kommit ut i tre upplagor 2007, 2016 och 2019.
Getting Things Done (GTD) benämns också den metod som beskrivs i boken. Metodikens grundprincip går ut på att man inte ska belasta hjärnan med att hålla reda på saker utan istället placera påminnelser i ett system utanför huvudet. Detta kallar psykologerna för distribuerad kognition vilket möjliggör att hjärnan kan vara fullt fokuserad på en uppgift i taget och produktiviteten ökar. 

## Metoden
GTD-metodiken beskrivs med fem olika faser:
1. Samla in
2. Bearbeta
3. Organisera
4. Gå igenom
5. Utföra

För att få perspektiv på tillvaron och rätt prioritet på de aktiviteter man ska utföra behöver man enligt metodiken ha definierat sina olika fokusnivåer. Dessa och består av sex olika plan:
1. Syfte och Principer
2. Vision
3. Mål
4. Ansvarsområden
5. Projekt
6. Aktiviteter